# Cupriet
Het mineraal cupriet is een koper(I)oxide met de verhoudingsformule Cu2O. De naam komt van cuprum, de Latijnse naam voor de verbinding van koper met zuurstof. Het is doorzichtig tot doorschijnend en is bruinrood, paarsrood, rood of zwart, het heeft een diamantglans en een bruinrode streepkleur. Het heeft een kubisch kristalstelsel en de splijting van het mineraal is imperfect volgens het kristalvlak [111]. Het heeft een massadichtheid van 6,1 kg/l, de hardheid is 3,5 tot 4 en het is niet radioactief. Cupriet is een algemeen voorkomend koperoxide in allerlei koperhoudende gesteenten. De typelocatie van cupriet is niet gedefinieerd, maar het wordt onder andere in de Christmas mijn in Gila County gevonden, dat is in Arizona in de Verenigde Staten, bij Tsumeb in Namibië en in de Mashamba West-mijn in Shaba, in Congo-Kinshasa.

## Lijsten
- Lijst van koperertsen
- Lijst van mineralen

## Websites
- Cuprite Mineral Data.
- mindat.org. Cuprite.